# Хоцимск
Хоцимск (блр. Хоцімск; рус. Хотимск) је насељено место са административним статусом варошице (городской посёлок) на крајњем истоку Републике Белорусије. Административно припада Хоцимском рејону (чији је уједно и административни центар) Могиљовске области.
Према процени из 2010. у насељу је живело око 7.100 становника.

## Географија
Насеље лежи на обалама реке Бесед (притоке Сожа) на месту где се у њу уливају две мале притоке Ољшавка и Жадуњ, на око 207 km источно од административног центра рејона града Могиљова.

## Историја
По први пут се помиње 1430. као село Хотимљ у саставу Велике Кнежевине Литваније, и у то време је био познат по бројним малим трговачким и занатским радњама. Године 1714, у самом насељу које се тада налазило на десној обали реке Беседе постојало је свега 66 домаћинстава, али и кафана, млин и црква. На супротној обали је постојало насеље Радивилов које је у исто то време имало 148 домаћинстава у три улице. 
Након што је 1772. насеље ушло у састав Руске Империје преименовано је у Хотимск. Крајем 19. века у насеље је имало око 3 хиљаде становника и у њему су се одржавали вашари два пута годишње. 
Од 1935. Хоцимск је административни центар рејона, а у саставу Могиљовске области је од 1938. године. Административни статус варошице има од 27. септембра 1938. године.

## Демографија
Према подацима статистичког завода Белорусије, у 2010. у насељу је живело 7.100 становника.